# Lucas Búa
Lucas Búa de Miguel, né le 12 janvier 1994 à Tolède, est un athlète espagnol, spécialiste du 400 m.

## Carrière
Il participe aux Championnats du monde en salle de 2016. Son record personnel sur 400 m est de 45 s 98 (Castellón 2015) et de 46 s 65 secondes en salle (Madrid 2016). Sa victoire avec l'équipe de relais 4 x 400 m lors des Championnats d'Europe par équipes 2017 à Villeneuve-d'Ascq lui permet d'obtenir la meilleure performance européenne de l'année et d'être sélectionné pour les Championnats du monde de la même année.
Lors de ces Championnats du monde 2017, il bat a deux reprises le record d'Espagne du relais 4 x 400 m, avec ses coéquipiers Óscar Husillos, Samuel García et Darwin Echeverry, pour le porter à 3 min 0 s 65.
Le 8 juin 2018, il porte son record personnel à 45 s 25 à Huelva.

## Palmarès
| Date | Compétition                    | Lieu     | Résultat | Épreuve   | Temps         |
| ---- | ------------------------------ | -------- | -------- | --------- | ------------- |
| 2017 | Championnats d'Europe en salle | Belgrade | 5e       | 400 m     | 46 s 74       |
| 2017 | Championnats du monde          | Londres  | 5e       | 4 x 400 m | 3 min 0 s 65  |
| 2018 | Championnats d'Europe          | Berlin   | 3e       | 4 x 400 m | 3 min 0 s 78  |
| 2019 | Championnats d'Europe en salle | Glasgow  | 6e       | 400 m     | 46 s 92       |
| 2019 | Championnats d'Europe en salle | Glasgow  | 2e       | 4 x 400 m | 3 min 6 s 32  |
| 2022 | Championnats d'Europe          | Munich   | 4e       | 4 x 400 m | 3 min 00 s 54 |

## Records
| Épreuve | Épreuve   | Temps   | Lieu        | Date            |
| ------- | --------- | ------- | ----------- | --------------- |
| 200 m   | Plein air | 20 s 88 | Guadalajara | 6 juillet 2018  |
| 200 m   | En salle  | 21 s 32 | Madrid      | 14 janvier 2018 |
| 400 m   | Plein air | 45 s 25 | Huelva      | 8 juin 2018     |
| 400 m   | En salle  | 46 s 23 | Salamanque  | 18 février 2017 |